# Igmanski marš (1983.)
Igmanski marš je srpski, slovenski i crnogorski partizanski film redatelja Zdravka Šotre iz 1983., snimljen prema knjizi "Igmanci" Živojina Gavrilovića u produkciji beogradskog Centar Filma, Viba filma iz Ljubljane, Zastava filma iz Beograda i Zeta filma iz Budve.

## Glumačka postava
Bata Živojinović, Slavko Štimac, Tihomir Arsić, Branislav Lečić, Aleksandar Berček, Lazar Ristovski, Milan Štrljić

## Radnja
Prosinca 1941. godine, dok njemačke trupe nadiru ka Moskvi i Lenjingradu, u malom mjestu Rudo, u Bosni, Tito formira Prvu proletersku brigadu - prvu regularnu jedinicu NOV. Jedno od njenih prvih velikih iskušenja je Igmanski marš. Krajem siječnja 1942. Brigada se na Romaniji našla u okruženju jakih njemačkih snaga. Štab brigade donosi odluku da se izvrši rizičan, ali jedini mogući pokret. Proći pored samog Sarajeva, pa preko planine Igman, prema oslobođenom gradu Foči, gdje se probio Vrhovni štab s Titom. Marš je izveden noću između 27. i 28. siječnja 1942., po dubokom snijegu i hladnoći od -40°C. Igmanski marš je ušao u legendu, zato što su borci izdrzali tu strašnu hladnoću od koje je drveće pucalo. 40 teško promrzlih boraca prebačeno je na liječenje u Foču. Tu borci i junački podnose nadljudske bolove u operacijama bez ikakvog narkotičkog sredstva. To je drugi dio legende o Igmanskom maršu.

## Vanjske poveznice
Igmanski marš u internetskoj bazi filmova IMDb-a